# Lahti

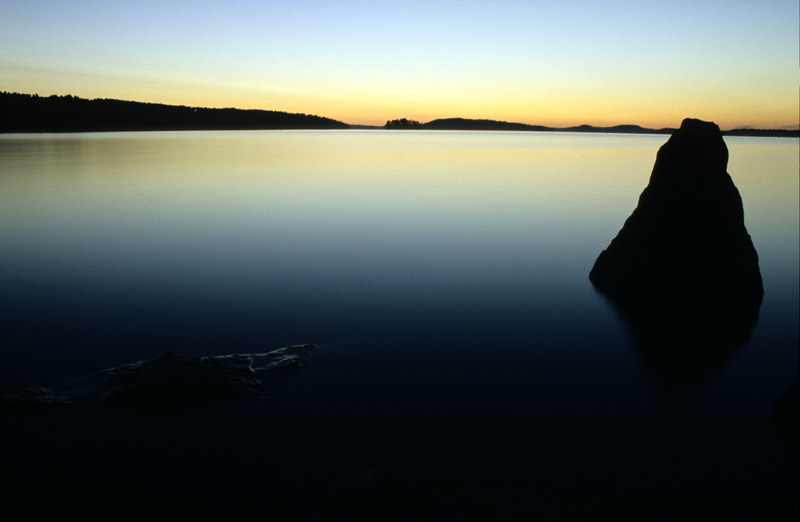
Meer bij Lahti in de zomernacht

Lahti (Zweeds: Lahtis) is een gemeente en stad in het zuiden van Finland, ongeveer 100 km ten noordoosten van Helsinki in de Finse provincie Zuid-Finland en in de Finse regio Päijät-Häme. De stad ligt aan de heuvelrug Salpausselkä (een eindmorene) en aan het meer Vesijärvi. Zij telt 120.175 inwoners (2022) en is daarmee de achtste gemeente van Finland.

## Functies
Lahti is een industriestad. Zij staat vooral bekend om haar meubelindustrie, maar telt daarnaast ook textiel-, metaal- en elektro-industrie, een brouwerij en toeleveranciers voor de (mobiele) telecommunicatiesector. Lahti is daarnaast bekend als wintersportplaats: de skischansen behoren tot de bekendste van Finland en de Salpausselkä biedt uitstekende mogelijkheden voor langlaufen en skiën. De stad heeft een hogeschool en een filmacademie. Lahti ligt gunstig op een kruispunt van noord-zuid- en oost-westverbindingen. Medio 2006 is een directe spoorlijn naar Helsinki geopend.

## Geschiedenis
Lahti was lang een onbeduidende plaats. Door de aanleg van de spoorlijn van Helsinki naar Sint Petersburg die in 1870 gereed kwam, werd echter geprofiteerd van de gunstige verkeerssituatie en ontwikkelde de lokale industrie zich. In 1905 verkreeg Lahti stadsrechten. Een snelle groei maakte de stad vlak na WOII door; dit kwam met name doordat duizenden vluchtelingen uit Karelië (afkomstig uit de gebieden die na de Winter- en Vervolgoorlog aan de Sovjet-Unie moesten worden afgestaan) zich in de industriestad vestigden.
In de jaren 80 en 90 gingen veel productiebanen in Lahti verloren, wat tot een hoge werkloosheid leidde. De sfeer van uitzichtloosheid en bovengemiddelde criminaliteitscijfers bezorgden Lahti een slechte naam. De gemeente probeerde dit actief te doorbreken, onder meer door het aantrekken van dependances van universiteiten elders in het land. Ook diversificeerde de industrie zich, wat tot een verbetering in de situatie leidde.

## Bezienswaardigheden
De kerk (ontworpen door Alvar Aalto in 1978) en het raadhuis (ontworpen door Eliel Saarinen in 1912) staan tegenover elkaar op twee heuvelruggen. Vermeldenswaard is verder de Sibeliushal, een geheel uit hout opgetrokken concertgebouw bij het haventje. Lahti bezit een radio- en televisiemuseum, van verre herkenbaar door de twee masten van een oude zendinstallatie. Bij de springschansen bevindt zich een skimuseum.

## Sport
Fusieclub FC Lahti is de belangrijkste voetbalclub van Lahti. FC Lahti is evenals haar voorgangers Reipas Lahti en Kuusysi Lahti meervoudig landskampioen. Het speelt haar thuiswedstrijden in het Lahtistadion. Jari Litmanen geldt als de beste Finse voetballer aller tijden en is afkomstig uit Lahti.
Het Lahtistadion wordt ook gebruikt voor andere sporten. In 1981, 1991 en 2001 werd het gebruikt toen in Lahti de Wereldkampioenschappen biatlon werden georganiseerd. Ook werd het enkele keren gebruikt toen in Lahti de Wereldkampioenschappen noords skiën zijn gehouden. Lahti was in 1926, 1938, 1958, 1978, 1989, 2001 en 2017 gastheer van dat evenement. Dit kampioenschap is nergens vaker georganiseerd dan in Lahti. In 1967 werd het EK Allround schaatsen voor mannen in Lahti georganiseerd.
De stad kende ook twee succesvolle basketbalclubs Namika Lahti en zijn opvolger Lahti Basketball. Pelicans is de ijshocheyclub van Lahti en speelt haar thuiswedstrijden in de Isku-areena.

## Geboren in Lahti

### Voetballers
- Ilkka Remes (1963), voetballer
- Jari Rinne (1964), voetballer
- Ismo Lius (1965), voetballer
- Petri Tiainen (1966), voetballer
- Tommi Kautonen (1971), voetballer en voetbalcoach
- Jari Litmanen (1971), voetballer
- Jukka Koskinen (1972), voetballer
- Joonas Kolkka (1974), voetballer
- Mikko Kavén (1975), voetballer
- Timo Marjamaa (1976), voetballer
- Antti Pohja (1977), voetballer
- Tuomas Haapala (1979), voetballer
- Petri Pasanen (1980), voetballer
- Pekka Lagerblom (1982), voetballer
- Kari Arkivuo (1983), voetballer

### Overig
- Kerttu Nurminen (1943), glasontwerper
- Erkki Laine (1957-2009), ijshockeyer
- Lassi Lehto (1965), muzikant en componist, beter bekend als Jimi Tenor
- Toni Nieminen (1975), schansspringer
- Janne Ahonen (1977), schansspringer
- Jaana Pelkonen (1977), presentatrice en model
- Kimmo Kananen (1980), wielrenner